# Ruthin
Ruthin (walisisk: Rhuthun) er en købstad og comunity i Denbighshire, Wales, i den sydlige del af Vale of Clwyd. Det er Denbighshires county town. Byen og St Peter's Square ligger på en bakketop omkranset af flere landsbyer som Pwllglas og Rhewl. Navnet kommer fra det walisiske rhudd (rød) og din (fort), efter farven på den lokale sandsten, som Ruthin Castle blev opført af i 1277–1284. The Old Mill, ligger tæt ved. Maen Huail er et fortidsminde der tilskrives munken Gildas' bror og kong Arthur, som er placeret på St Peter's Square. Byen er desuden kendt for Nantclwyd y Dre, der er Wales' ældste daterede bindingsværks byhus.